# Maréchal Nantel
Maréchal Nantel était un avocat et historien québécois né en 1890 à Saint-Jérôme et décédé en 1956.
Il était le neveu de Louis-Théophile Maréchal.
Il a fait des études au Séminaire de Sainte-Thérèse et à l'Université McGill. 
Il a été bibliothécaire du Barreau de Montréal et juge à la Cour des sessions de la paix de 1952 à 1956. 

## Honneurs
- 1940 : Société des Dix